# Быксозеро
Быксозеро — озеро в России, располагается на территории Бабаевского района Вологодской области.
Площадь водной поверхности озера равняется 1,4 км². Уровень уреза воды находится на высоте 144,8 м над уровнем моря. Площадь водосборного бассейн озера составляет 103 км².
Код объекта в государственном водном реестре — 08010200311110000004875.